# Auch Spaß muss sein
Auch Spaß muss sein war der Titel einer Kindersendung im ORF. Die Serie wurde 1978–1989 meistens dienstags in ca. 250 Folgen ausgestrahlt.
Der Moderator der Sendung, die ursprünglich von dem damals sehr beliebten Kabarettisten Maxi Böhm präsentiert werden sollte, war Herbert Prikopa, wobei sein Name immer mit Herbert „Happi“ Prikopa eingeblendet wurde. In der Sendung wurden hauptsächlich Kurzfilme, etwa Ausschnitte aus Dick-und-Doof-Filmen, Charlie Chaplin, „The Three Stooges“ oder „Die kleinen Strolche“ gezeigt. Regelmäßig wurden kurze Zeichentrickfilme wie zum Beispiel „Der kleine Maulwurf“ oder „Lolek und Bolek“, sowie der Puppentrickfilm Pat und Mat, gezeigt.
Als Titelmusik wurde „Holiday for Strings“ von Spike Jones verwendet.
Die Sendung wurde im wöchentlichen Rhythmus abwechselnd mit der „Sendung mit der Maus“ gezeigt, die Zusammenstellung der Beiträge und die Studioregie lag bei beiden Sendungen jahrelang in den Händen von ORF-Regisseur Manfred Winter.